# Margunn Bjørnholt
Margunn Bjørnholt, född 9 oktober 1958 i dåvarande Bø kommun (nuvarande Midt-Telemarks kommun) i Telemark fylke, är en norsk sociolog och nationalekonom, som är forskningsprofessor vid Nasjonalt kunnskapssenter om vold og traumatisk stress (NKVTS) och professor i sociologi vid Universitetet i Bergen.
Margunn Bjørnholts forskning fokuserar på könsrelaterat våld, migration, jämställdhet, män och maskuliniteter, politikstudier och flera andra ämnen. Hon leder bl.a. ett EU-finansierat forskningsprojekt om sexuellt och könsbaserat våld mot kvinnliga flyktingar och migranter. Hennes tidigare forskning har berört etiska finansinstitut, pengar och pengasystem samt ledning och organisation av den offentliga sektorn. Hon har också arbetat som konsult, i den statliga innovationsförvaltningen, haft olika expertuppdrag bland annat för EU-kommissionen och varit ordförande i Norsk Kvinnesaksforening och Norges kvinnelobby.

## Bakgrund och karriär
Margunn Bjørnholt studerade nationalekonomi, regionplanering, politik och samtidshistoria. Hon är cand.mag. från Universitetet i Tromsø (1981), MA i europeiska ekonomiska studier från College of Europe (1982), mag.art. i ekonomisk sociologi från Universitetet i Oslo (1995), med avhandlingen Pengene mot strømmen, och fil.dr. inom maskulinitetsforskning från Örebro universitet (2014), med avhandlingen Modern Men. Hon tillerkändes professorskompetens 2015.
På 1980-talet var hon ansvarig för kvinnoinitiativet på den norska regionala utvecklingsfonden. Hon arbetade sedan vid Statens teknologiske institutt och som partner i ett konsultföretag, med att främja kvinnors entreprenörskap och kvinnliga ledare. Hon har sedan 1993 varit forskare vid bl.a. forskningsprogrammet Alternativ Framtid (Senter for utvikling og miljø vid Universitetet i Oslo), Arbeidsforskningsinstituttet och sociologiska institutionen vid Universitetet i Oslo. Hon är från 2016 forskningsprofessor vid Nasjonalt kunnskapssenter om vold og traumatisk stress och från 2021 även professor i sociologi vid Universitetet i Bergen.
Margunn Bjørnholt har varit utsedd som expert på jämställdhet av EU-kommissionen och har varit gästforskare vid Feminism and Legal Theory Project vid Emory University School of Law, GEXcel Center of Gender Excellence i Sverige och Centre for Law and Social Justice vid University of Leeds.

## Forskning
Margunn Bjørnholt har publicerat över 50 vetenskapliga artiklar, tre böcker och flera rapporter. Hennes forskning på 1990-talet fokuserade på etiska finansinstitut, pengar och pengasystem. Från slutet av 1990-talet forskade hon främst om ledning och organisation av den offentliga sektorn, med fokus på organisatorisk och rumslig flexibilitet. Hennes forskning om arbetslivet ledde henne på 2000-talet till forskning om förändringar över tid och generationer i mäns arbete–familj-anpassningar och könsrelationer, med sociologiska och socialpsykologiska perspektiv på generationsöverföring och samhällsförändring. Hon har också forskat på kulturella anpassningar och transnationell praxis bland polska invandrare i Norge, och hur migration bidrar till social förändring, och har varit involverad i flera projekt i Central- och Östeuropa.
Från 2010-talet har hennes forskning handlat om våld i olika sammanhang, inklusive könsbaserat våld, våld mot flyktingar och migranter och våld i samiska samhällen. Hon har lett flera projekt inom dessa ämnen på NKVTS på uppdrag av Justitie- och beredskapsdepartementet, inklusive ett projekt om partnervåld med fokus på köns- och maktrelationer och ett projekt om våld i nära relationer i samiska samhällen. Från 2019 leder hon den norska delen av ett stort EU-finansierat projekt om sexuellt och könsbaserat våld mot kvinnliga flyktingar och migranter, i samarbete med Jane Freedman(en) vid CNRS och forskare i sex andra länder i Europa, Mellanöstern och Kanada. Projektet undersöker hur politiska ramvillkor nationellt och internationellt kan förbättra kvinnors situation.
Margunn Bjørnholt har även arbetat med teori om rättvisa i samarbete med rättsteoretikern Martha Fineman. Hon har också arbetat med feministisk ekonomi och har samarbetat med Marilyn Waring i ett antal år; år 2014 publicerade hon bland annat en bok om de senaste årens framsteg inom feministisk ekonomi, tillsammans med den skotska ekonomen Ailsa McKay.

## Politik och samhällsengagemang

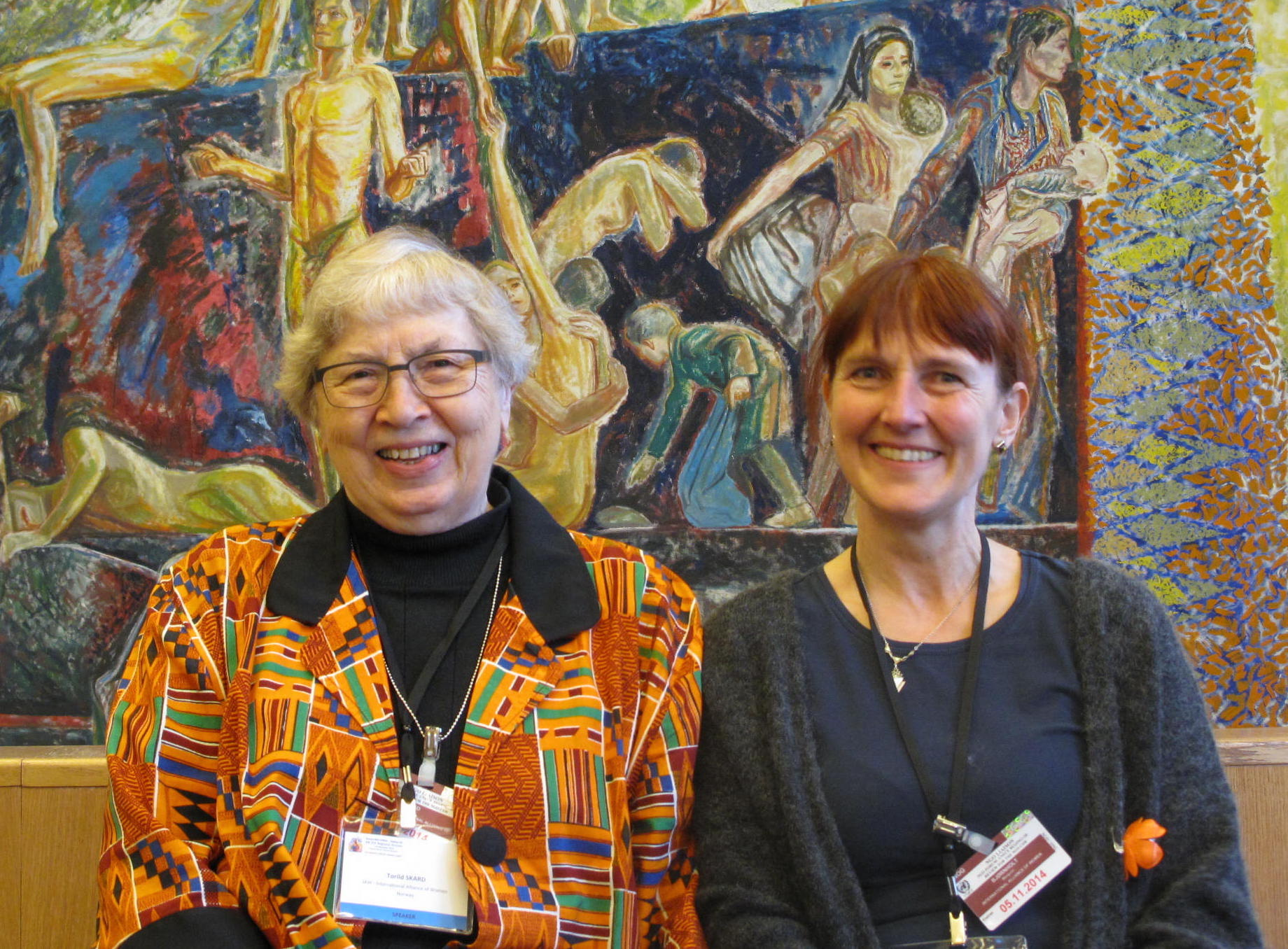
NKF-ordförande Margunn Bjørnholt (höger) och före detta NKF-ordförande Torild Skard framför målningen Drömmen om fred, Nationernas palats, Genève, 2014

Tidigt på 1980-talet var hon journalist i radiOrakel, världens första feministiska radiostation. Hon stod i spetsen i ett försök att starta en norsk JAK-bank i samarbete med JAK i Sverige i början av 1990-talet.
Margunn Bjørnholt var ordförande i Norsk Kvinnesaksforening 2013–2016, var den första ordföranden i Norges kvinnelobby 2014–2016 och var styrelseledamot i International Alliance of Women 2013–2017. Hon utsågs av Utrikesdepartementet till medlem av den norska delegationen till FN:s kvinnokommission (CSW) 2015 och 2016. Hon var kandidat för Miljøpartiet De Grønne i hemkommunen Bærum i kommunalvalet 2015.